# Igreja Matriz de Santa Maria de Azinhoso
A Igreja Matriz de Santa Maria de Azinhoso localiza-se na povoação e freguesia de Azinhoso, concelho de Mogadouro, distrito de Bragança em Portugal.

## História
A sua edificação remonta possívelmente ao século XIII, momento de transição do românico para o gótico, por iniciativa dos templários estabelecidos na vizinha povoação de Penas Roias.
Encontra-se classificada como Imóvel de Interesse Público pelo Decreto nº 44.675, publicado pelo DG nº 258 de 9 de novembro de 1962.

## Características
Na fachada principal destaca-se o portal em arco quebrado, com duas arquivoltas com moldura boleada e impostas com motivos fitomórficos em relevo. Encimando-o, existe uma abertura cruciforme, rasgada posteriormente, no século XVIII, de vão retangular, no lugar da habitual rosácea. A empena, bastante espaçosa e soerguida, fazendo lembrar um retábulo, é rematada pela torre sineira, com três arcos plenos, dois inferiores para os sinos e um mais pequeno superiormente, que originalmente deveria albergar uma imagem da padroeira.
No alçado lateral sul rasga-se uma porta em arco quebrado de duas arquivoltas com moldura tipo dentes de serra e impostas decoradas com pequenas rosetas.
No alçado lateral norte subsistem colunas e bases que sustentariam um alpendre. A porta é em arco quebrado com duas arquivoltas. Neste local observa-se ainda uma porta de arco pleno que acede uma capela lateral. O acesso a estas duas portas é coberto por um alpendre sustentado por duas colunas.
As cornijas laterais são corridas por uma cachorrada de motivos zoomórfico e antropomórficos, num total de 120 modilhões historiados.
O interior apresenta nave única, com cobertura em madeira, e coro-alto também  em madeira. Na zona da porta principal existe uma pia batismal, do lado do Evangelho, e, do lado oposto, um arcossólio com túmulo, onde se lê, em caracteres góticos: "Aqui jaz Luís Eanes de Madureira, Vigário Geral do Senhor D. Fernando Arcebispo de Braga". Ainda do lado do Evangelho, destaca-se um púlpito de granito com guardas em madeira, com a inscrição: "Foi feito sem auxílio do povo em 1799 a instâncias do Reitor Telo". Possui dois altares em ângulo na zona do arco cruzeiro e um em cada alçado, todos simples. A capela-mor é recoberta por abóbada de canhão e tem no altar-mor um retábulo datável do século XVII. A sacristia, do lado da Epístola, parece ser muito antiga a julgar pelo tipo de aparelho, e alberga uma tela com "A Adoração dos Reis Magos", datável dos inícios do século XVII.